# چاقوی گریپ‌فروت

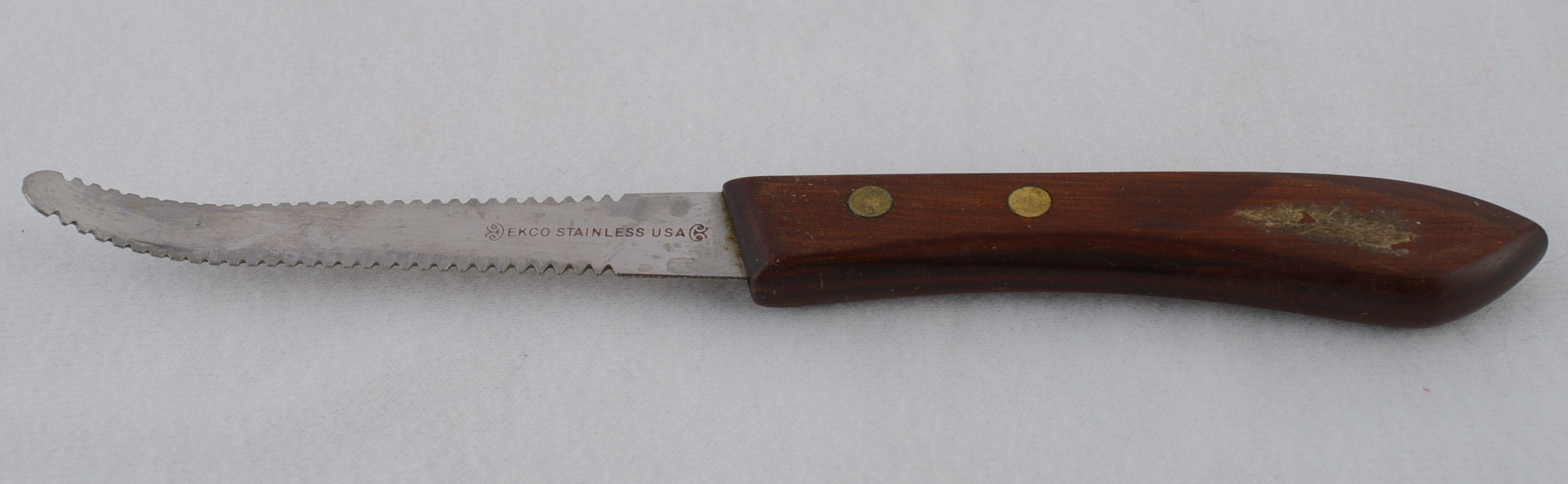
یک چاقوی گریپ‌فروت با دسته چوبی

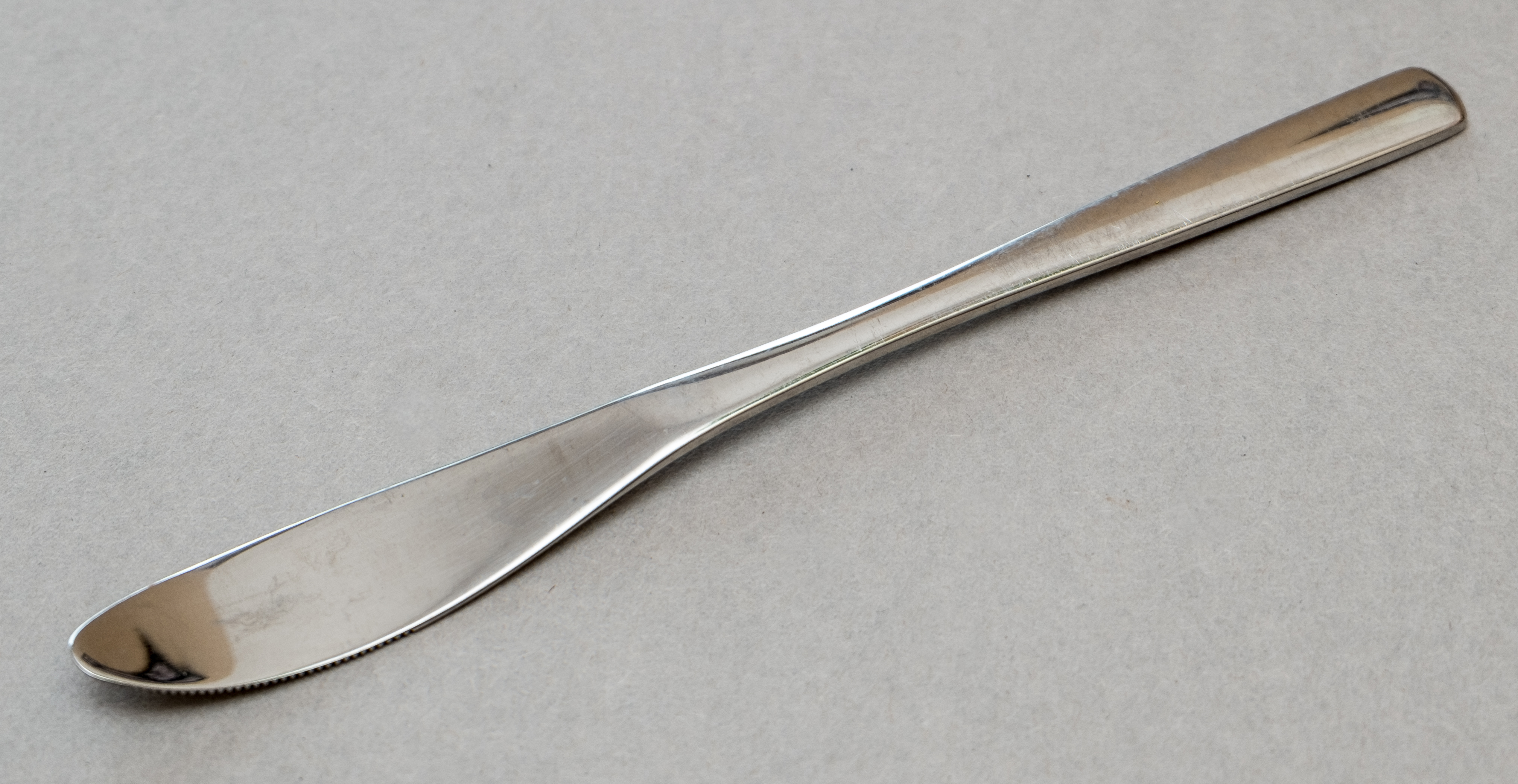
چاقوی گریپ‌فروت امروزی

چاقوی گریپ‌فروت (انگلیسی: Grapefruit knife) نوع خاصی از چاقو است که به‌طور خاص برای بریدن گریپ‌فروت طراحی شده‌است. این چاقوها دارای ابعادی کوچک و تیغه دندانه دار غیر مستقیم بوده که برای دربرگرفتن انحناهای گریپ‌فروت طراحی شده‌اند.
در فیلم سینمایی در مکانی پرت محصول سال ۱۹۵۰ که فیلمی در ژانر درام جنایی بود، شخصیتی را که هامفری بوگارت در نقش آن ظاهر شده بود، در حال صاف کردن یک چاقوی گریپ‌فروت است بدون اینکه به هدف از طراحی این نوع چاقو توجهی کند.